# Joseph-Gabriel Imbert
Pour les articles homonymes, voir Imbert.
Joseph-Gabriel Imbert, aussi connu sous la signature Frère Gabriel,,, né à Marseille le 24 mars 1666 et mort le 25 avril 1749 à Villeneuve-lès-Avignon, est un peintre français.

## Biographie
Il a d'abord été l'élève de Adam François van der Meulen puis de Charles Le Brun. Le duc de Nevers ayant souhaité avoir un peintre attaché à sa personne, Le Brun le lui fit rencontrer. Il est resté attaché à sa personne jusqu'à ce qu'il décide d'entrer dans les ordres. Il retourne alors à Marseille et choisit de demander à entrer dans l'Ordre des Chartreux. Il est reçu à la chartreuse Notre-Dame-du-Val-de-Bénédiction à Villeneuve-lès-Avignon où il a fait sa profession et ses vœux le 29 septembre 1703. Il avait souhaité quitter la peinture, mais ses supérieurs décidèrent qu'il était plus avantageux pour l'ordre qu'il continue à peindre. Il exécute alors des tableaux de dévotion dont la plupart pour les chartreuses de Villeneuve-lès-Avignon et de Marseille. Dans la chartreuse de Villeneuve-lès-Avignon, il a peint La Fuite en Égypte, La Descente de Croix, et Annonciation avec saint Charles Borromée d'après Le Guide.
Il a fait un voyage à Rome avec son prieur, dom Berger (mort à Marseille en 1719), ce qui lui a permis de rencontrer plusieurs peintres. À son retour en France, il peint pour la chartreuse de Marseille un grand tableau sur la mort de Jésus-Christ qui est son chef-d'œuvre. Il retourne à la chartreuse de Villeneuve-lès-Avignon après le décès de dom Berger où il est maître des frères novices. Dans le temps que lui laissait disponible sa tâche, il a peint pour ses amis ou à la demande de ses supérieurs. Il a réalisé deux beaux tableaux pour l'église de la chartreuse de Marseille, la Résurrection et les Disciples d'Emmaüs.
Il eut pour élèves, antre autres, Étienne Parrocel, Adrien Manglard et Joseph-Siffred Duplessis.  Antoine Duparc se glorifie d'avoir appris à dessiner avec le frère Imbert.

## Galerie

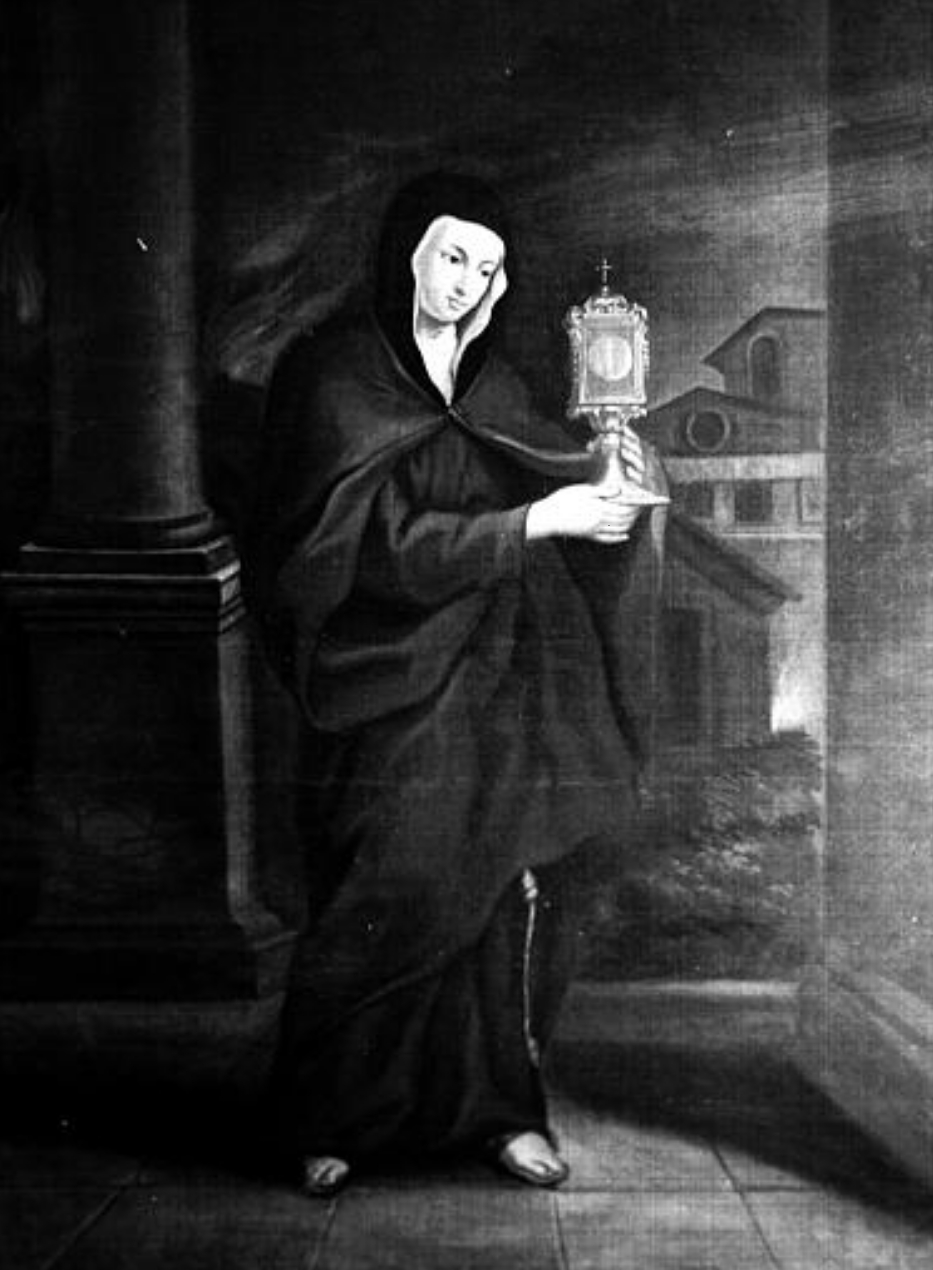
La marquise de Ganges dans le costume de chartreusine de sainte Roseline de Villeneuve, Collégiale Notre-Dame de Villeneuve-lès-Avignon
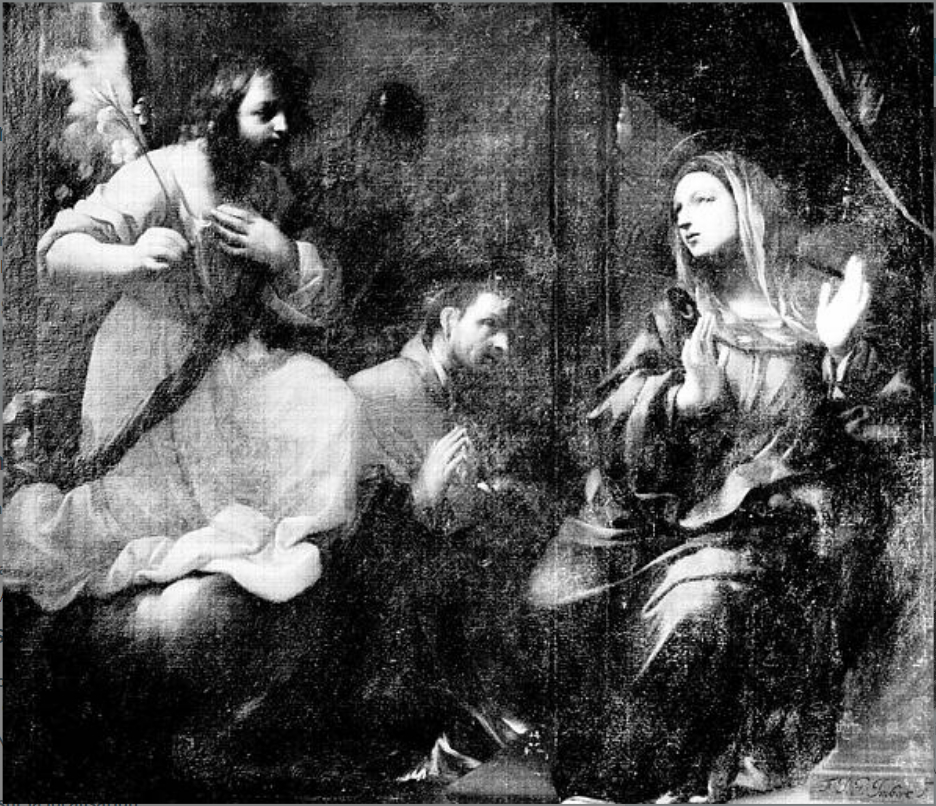
L'Annonciation, Collégiale Notre-Dame de Villeneuve-lès-Avignon
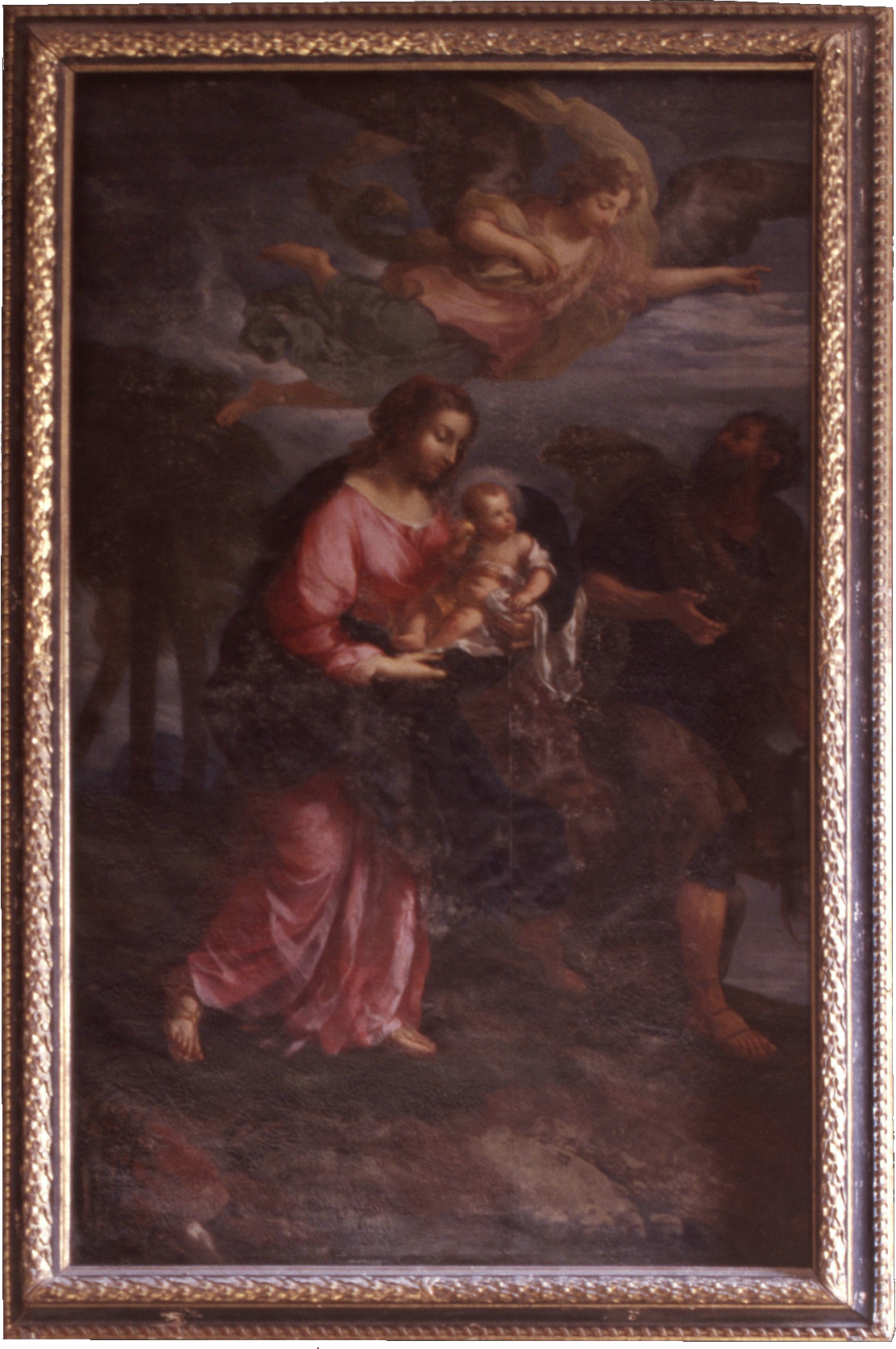
Fuite en Égypte, Chartreuse Notre-Dame-du-Val-de-Bénédiction, Villeneuve-lès-Avignon